# Emanuele Suagher
Emanuele Suagher (Romano di Lombardia, 26 novembre 1992) è un allenatore di calcio ed ex calciatore italiano, di ruolo difensore, collaboratore tecnico del Mantova.

## Caratteristiche tecniche
Giocava come difensore centrale, molto bravo negli inserimenti su palla inattiva. Agli esordi era considerato come una promessa del calcio italiano, non è riuscito a mantenere le aspettative per i numerosi infortuni subiti che lo hanno portato a ritirarsi a soli 31 anni.

## Carriera

### Giocatore

#### Club
Cresciuto nell' Atalanta, nella stagione 2010-11 fa il suo approdo in prima squadra, dove il mister Stefano Colantuono lo convoca saltuariamente sia in campionato, che in Coppa Italia. Al termine della stagione seppur non scendendo mai in campo si laurea campione della Serie B, decretando così il pronto ritorno della Dea in Serie A dopo una sola stagione. viene ceduto in prestito alla Tritium nella stagione 2011-2012, dove giocherà da titolare l'intera stagione con 22 presenze e segnando l'unico gol nonché primo da professionista in Coppa Italia Lega Pro. 
Dopo una stagione passata in prestito al Pisa sempre in Lega Pro, nell'estate del 2013 viene ceduto con un prestito pluriennale al Crotone avendo modo così di esordire in Serie B giocando con i pitagorici una buona stagione. Nel campionato di Serie B 2014-2015 viene ceduto in prestito al Carpi. Il 31 gennaio 2015 durante la sfida con il Crotone, sua ex squadra, rimedia la lesione del legamento crociato anteriore del ginocchio destro che lo costringe a chiudere anticipatamente la stagione. Al termine del campionato lo vede fregiarsi con la vittoria del campionato e con la prima storica promozione del Carpi in Serie A.
Nella stagione 2015-2016 dopo essere rimasto in rosa con l'Atalanta, rientrato dall'infortunio, torna ad essere disponibile solo per il mese di dicembre, tornando ad essere nuovamente convocato con continuità. Il 4 gennaio 2016 torna in prestito al Carpi, con cui ha modo di esordire in Serie A giocando 9 partite che tuttavia non consentiranno di evitare la retrocessione della squadra emiliana dalla massima serie giunta all'ultima giornata.
Il 23 luglio 2016, a seguito di uno scontro di gioco in allenamento, subisce lo stesso infortunio patito un anno e mezzo prima, ovvero una lesione parziale del legamento crociato anteriore del ginocchio destro, dovendo così essere operato e costringendo il calciatore a saltare l'intera stagione.
L'11 giugno 2017 si trasferisce, sempre a titolo temporaneo, al Cesena dove resta una stagione. La stagione successiva torna in prestito al Carpi sempre in Serie B.
Dopo essere rimasto svincolato firma un contratto triennale con la Ternana in Serie C. Nella prima stagione colleziona 17 presenze, nella seconda stagione con il cambio in panchina e con l'arrivo di Cristiano Lucarelli viene messo al centro della difesa, e in occasione della partita esterna contro la Juve Stabia vinta 3-0, torna al gol firmando la rete del momentaneo 2-0. Nel corso del campionato diviene uno dei punti di riferimento della difesa giocando ottime partite, ripetendosi in gol il 28 marzo nella trasferta vinta 2-1 contro il Bisceglie e successivamente contro Cavese e ancora Juve Stabia, chiudendo la stagione con 20 presenze e 4 reti, divenendo la migliore stagione in carriera per reti realizzate.
Dopo aver vinto il campionato e supercoppa con il club umbro, il 15 luglio 2021 si trasferisce a titolo definitivo alla Feralpisalò con cui firma un contratto biennale. Il 27 gennaio 2022 passa in prestito alla Vibonese.
Il 14 luglio 2023 viene acquistato dal Mantova, firmando un contratto fino al 30 giugno dell'anno successivo. Il 16 gennaio 2024 annuncia il ritiro dal calcio giocato a causa dei numerosi infortuni patiti durante la sua carriera.

#### Nazionale
Inizia la su carriera in nazionale nel 2010 con l'Under-19 esordendo contro la Romania, successivamente viene convocato nell'Under-20 giocando il Torneo Quattro Nazioni mettendo insieme 7 presenze. Il 24 aprile 2014 viene convocato per la prima volta in nazionale Under-21 dal commissario tecnico Luigi Di Biagio in vista di alcuni match amichevoli, rimanendo tuttavia in panchina.

### Allenatore
Nel giorno del suo annuncio del ritiro del calcio giocato, viene annunciato il suo ingresso nello staff di Davide Possanzini, tecnico del Mantova.
Nell'estate del 2024 viene ammesso al corso UEFA B che consente di essere tesserati come collaboratori negli staff di Serie A e B e di essere allenatori in seconda in Serie C oltre a poter allenare tutte le prime squadre fino alla Serie D.

## Statistiche

### Presenze e reti nei club
| Stagione        | Squadra         | Campionato      | Campionato | Campionato | Coppe nazionali | Coppe nazionali | Coppe nazionali | Coppe continentali | Coppe continentali | Coppe continentali | Altre coppe | Altre coppe | Altre coppe | Totale | Totale |
| Stagione        | Squadra         | Comp            | Pres       | Reti       | Comp            | Pres            | Reti            | Comp               | Pres               | Reti               | Comp        | Pres        | Reti        | Pres   | Reti   |
| --------------- | --------------- | --------------- | ---------- | ---------- | --------------- | --------------- | --------------- | ------------------ | ------------------ | ------------------ | ----------- | ----------- | ----------- | ------ | ------ |
| 2010-2011       | Atalanta        | B               | 0          | 0          | CI              | 0               | 0               | -                  | -                  | -                  | -           | -           | -           | 0      | 0      |
| 2011-2012       | Tritium         | 1D              | 22         | 0          | CI+CI-LP        | 0+4             | 0+1             | -                  | -                  | -                  | -           | -           | -           | 26     | 1      |
| 2012-2013       | Pisa            | 1D              | 9+4        | 1          | CI+CI-LP        | 1+1             | 0               | -                  | -                  | -                  | -           | -           | -           | 15     | 1      |
| 2013-2014       | Crotone         | B               | 22+1       | 0          | CI              | 1               | 0               | -                  | -                  | -                  | -           | -           | -           | 24     | 0      |
| 2014-2015       | Carpi           | B               | 20         | 0          | CI              | 0               | 0               | -                  | -                  | -                  | -           | -           | -           | 20     | 0      |
| 2015-gen. 2016  | Atalanta        | A               | 0          | 0          | CI              | 0               | 0               | -                  | -                  | -                  | -           | -           | -           | 0      | 0      |
| gen.-giu. 2016  | Carpi           | A               | 9          | 0          | CI              | 0               | 0               | -                  | -                  | -                  | -           | -           | -           | 9      | 0      |
| 2016-gen. 2017  | Atalanta        | A               | 0          | 0          | CI              | 0               | 0               | UEL                | 0                  | 0                  | -           | -           | -           | 0      | 0      |
| Totale Atalanta | Totale Atalanta | Totale Atalanta | 0          | 0          |                 | 0               | 0               |                    | 0                  | 0                  |             | -           | -           | 0      | 0      |
| gen.-giu. 2017  | Bari            | B               | 6          | 0          | CI              | -               | -               | -                  | -                  | -                  | -           | -           | -           | 6      | 0      |
| 2017-gen. 2018  | Avellino        | B               | 10         | 0          | CI              | 2               | 0               | -                  | -                  | -                  | -           | -           | -           | 12     | 0      |
| gen-giu. 2018   | Cesena          | B               | 15         | 0          | CI              | -               | -               | -                  | -                  | -                  | -           | -           | -           | 15     | 0      |
| 2018-2019       | Carpi           | B               | 14         | 2          | CI              | 1               | 0               | -                  | -                  | -                  | -           | -           | -           | 15     | 2      |
| Totale Carpi    | Totale Carpi    | Totale Carpi    | 43         | 2          |                 | 1               | 0               |                    | -                  | -                  |             | -           | -           | 44     | 2      |
| 2019-2020       | Ternana         | C               | 17         | 0          | CI-C            | 3               | 0               | -                  | -                  | -                  | -           | -           | -           | 20     | 0      |
| 2020-2021       | Ternana         | C               | 20         | 4          | CI              | 1               | 0               | -                  | -                  | -                  | SC-C        | 0           | 0           | 21     | 4      |
| Totale Ternana  | Totale Ternana  | Totale Ternana  | 37         | 4          |                 | 4               | 0               |                    | -                  | -                  |             | 0           | 0           | 41     | 4      |
| 2021-gen. 2022  | Feralpisalò     | C               | 4          | 0          | CI-C            | 0               | 0               | -                  | -                  | -                  | -           | -           | -           | 4      | 0      |
| gen.-giu. 2022  | Vibonese        | C               | 14         | 0          | CI-C            | -               | -               | -                  | -                  | -                  | -           | -           | -           | 14     | 0      |
| 2022-2023       | Pro Sesto       | C               | 7+3        | 1          | CI-C            | -               | -               | -                  | -                  | -                  | -           | -           | -           | 10     | 1      |
| 2023-gen. 2024  | Mantova         | C               | 6          | 1          | CI-C            | 1               | 0               | -                  | -                  | -                  | -           | -           | -           | 7      | 1      |
| Totale carriera | Totale carriera | Totale carriera | 195+8      | 9          |                 | 15              | 1               |                    | 0                  | 0                  | -           | 0           | 0           | 218    | 10     |

## Palmarès

### Club

#### Competizioni nazionali
- Campionato italiano di Serie B: 2

Atalanta: 2010-2011
Carpi: 2014-2015
- Serie C: 2

Ternana: 2020-2021 (girone C)
Mantova: 2023-2024 (girone A)
- Supercoppa di Serie C: 1

Ternana: 2021